# 劉鈍 (天順進士)
劉鈍（1423年—？），字望脩，江西吉安府盧陵縣人，明朝政治人物。進士出身。

## 生平
江西鄉試第二十一名。天順八年（1464年）甲申科會試第一百七十一名，殿試登進士第三甲第九十二名。

## 家族
曾祖父劉以遜。祖父劉仲戡。父亲劉大經。